# 奧萊克·切茨
奧萊克·切茨（波蘭語：Olek Czyz，1990年3月3日—），波蘭籃球運動員，現在效力於波蘭聯賽球隊Turów Zgorzelec。他也代表波蘭國家男子籃球隊參賽。